# اینگندورف
اینگندورف (به آلمانی: Ingendorf) یک شهر در آلمان است که در بیتبورگ-پروم واقع شده‌است.